# Erscheinungsfenster
Ein Erscheinungsfenster ist ein Bauelement in einem altägyptischen Königspalast, von dem aus sich der Pharao den Untertanen zeigte und Geschenke verteilte. Es bestand aus einem Balkon mit gepolsterter Brüstung und wurde von einem Baldachin beschattet. Das Erscheinungsfenster wird in Abbildungen aus Privatgräbern der 18. Dynastie gezeigt, konnte jedoch bisher noch nicht archäologisch nachgewiesen werden.
In den Millionenjahrhäusern von Theben öffnete sich ein Erscheinungsfenster vom Kultpalast in den davor gelegenen Tempelvorhof. Es wurde an der Hofseite prachtvoll mit Königsemblemen geschmückt und besaß eine Zugangstreppe auf der Palastseite. Es hatte vermutlich eine rein kultische Funktion als „Himmel“ und kultische Verbindungen zum Talfest.